# Julián Ruiz Martorell
Julián Ruiz Martorrell (Cuenca, 19 de enero de 1957) es el obispo de Sigüenza-Guadalajara.

## Biografía
Realizó los estudios eclesiásticos en el Seminario Metropolitano de Zaragoza, siendo alumno del Centro Regional de Estudios Teológicos de Aragón (CRETA). Estudió entre 1983 y 1988 en Roma. Es licenciado en Teología Dogmática y en Sagrada Escritura por la Pontificia Universidad Gregoriana y por el Pontificio Instituto Bíblico, respectivamente.

### Sacerdote
Fue ordenado sacerdote en Zaragoza el 24 de octubre de 1981 por el arzobispo Elías Yanes Álvarez. 
Su ministerio sacerdotal lo ha realizado primeramente entre 1981 y 1983 en Plasencia de Jalón como ecónomo y encargado de Bardallur; en el año 1983 es destinado a Bárboles, Pleitas y Oitura; es elegido capellán de las Religiosas “Battistine”, en Roma, cargo que ocupa entre 1983 y 1988; regresa a Zaragoza en 1988 para regir la parroquia de Santa Rafaela María hasta 1993.
Estando en Zaragoza (1991), se le encarga la dirección del Instituto Superior de Ciencias Religiosas “Nuestra Señora del Pilar” hasta 2005, en 1994 es nombrado capellán de la comunidad religiosa del Colegio Teresiano del Pilar hasta 2010, desde 1998 fue el director del Centro Regional de Estudios Teológicos de Aragón hasta 2005, de 1999 a 2005 fue el director del Centro de Zaragoza del Instituto Superior de Ciencias Religiosas a distancia “San Agustín” y en 2007 es designado delegado de Culto y Pastoral de El Pilar hasta 2010.
Además, hasta su ordenación episcopal, ha sido Profesor de Sagrada Escritura del Centro Regional de Estudios Teológicos de Aragón, del Instituto Superior de Ciencias Religiosas “Nuestra Señora del Pilar” y del Centro de Zaragoza del Instituto Superior de Ciencias Religiosas a distancia “San Agustín”. También ha sido desde 2004 Canónigo de la Catedral-Basílica “Nuestra Señora del Pilar” de Zaragoza; miembro del Colegio de Consultores, desde 2005. Por último, en 2009 fue nombrado vicario general de la Archidiócesis.
Además del castellano, habla: italiano, inglés y francés. Lee alemán, y conoce bien el latín, griego, hebreo y arameo.

### Obispo
El 30 de diciembre de 2010 el papa Benedicto XVI le nombra obispo de las diócesis de Huesca y de Jaca. Fue consagrado obispo el 5 de marzo de 2011 en la Catedral de Huesca por el arzobispo de Zaragoza, Manuel Ureña Pastor, acompañado del Card. Agustín García-Gasco, arzobispo emérito de Valencia, Renzo Fratini, Nuncio Apostólico, y otros 23 obispos. Al día siguiente, 6 de marzo, tomó posesión de la sede jacetana. Es presidente de la Comisión Regional de Catequesis de la Iglesia en Aragón.
El 31 de octubre de 2023 fue nombrado obispo de Sigüenza-Guadalajara e inició su ministerio el 23 de diciembre.
En la Conferencia Episcopal Española es, desde 2024, miembro de la Comisión Episcopal para la Liturgia y, por nombramiento del Comité Ejecutivo el 13 de noviembre de 2018, representante de la Conferencia Episcopal Española en la Federación Bíblica Católica (FBC). Anteriormente ha sido miembro de la Comisión Episcopal de Enseñanza y Catequesis (2011-2020), miembro de la Subcomisión Episcopal de Catequesis (2014-2020), miembro de la Comisión Episcopal de Liturgia (2017-2020) y responsable del Área de Pastoral bíblica de la Comisión Episcopal para la Evangelización, Catequesis y Catecumenado (2020-2024).